# 高小霞
高小霞（1919年7月10日—1998年9月9日），女，浙江萧山人，中国分析化学家，曾任北京大学教授。长期致力于分析化学的教学和研究。

## 生平
1944年毕业于交通大学化学系。1951年获美国纽约大学理学硕士学位。1980年当选为中国科学院学部委员（院士）。

## 家庭
丈夫徐光宪为中国物理化学家，无机化学家，教育家，中国科学院院士。